# Rewolucja w Iraku (1958)
Rewolucja w Iraku, rewolucja 14 lipca – wojskowy zamach stanu w Iraku, w rezultacie którego zostały obalone rządy monarchii haszymidzkiej oraz rozpoczęły się procesy przekształceń politycznych, ekonomicznych i społecznych.

## Geneza rewolucji
Organizatorami rewolucji byli wojskowi zrzeszeni w tajnej organizacji Wolnych Oficerów, utworzonej na wzór analogicznego stowarzyszenia w Egipcie, które przeprowadziło 23 lipca 1952 udaną rewolucję. Iraccy Wolni Oficerowie byli przedstawicielami najmłodszego pokolenia korpusu oficerskiego, będącego w służbie od końca lat 30. XX wieku i wykształconego już w Iraku. Do organizacji należało ok. 200 osób, tj. 5% wszystkich oficerów. Liderem sprzysiężenia był Abd al-Karim Kasim, który związał się z nim w 1957 i jeszcze w tym samym roku objął przywództwo organizacji. Był autorem ideologii grupy i organizatorem samego przewrotu. Obok niego kierowniczą rolę odgrywał Abd as-Salam Arif. Wolni Oficerowie planowali obalenie monarchii, proklamowanie republiki, opracowanie demokratycznej konstytucji i wdrożenie demokratycznych instytucji władzy, uznanie praw mniejszości narodowych, w tym Kurdów, opuszczenie paktów wojskowych, usunięcie zagranicznych baz militarnych z terytorium kraju, walkę z imperializmem, walkę z feudalizmem i wyzwolenie osobiste chłopów, bliską współpracę z innymi państwami arabskimi, w tym poparcie Palestyńczyków w walce o ich własne państwo i przyjęcie programu panarabskiego. Nie posiadali szczegółowego programu.
Wojsko wystąpiło przeciwko monarchii w poczuciu marginalizacji i upokorzenia po klęsce przewrotu Raszida Alego al-Kilaniego i po wojnie izraelsko-arabskiej 1948-1949, w której siły irackie poniosły klęskę. Oprócz samej rewolucji egipskiej z 1952, spiskowców do działania inspirowały także konsekwencje zawarcia Paktu Bagdadzkiego w 1955 oraz nacjonalizacja Kanału Sueskiego i związana z nią interwencja mocarstw.
Sukces rewolucji umożliwił ogólny stan wrzenia politycznego w kraju, do powstania którego przyczyniły się organizacje lewicowe.

## Przebieg przewrotu wojskowego

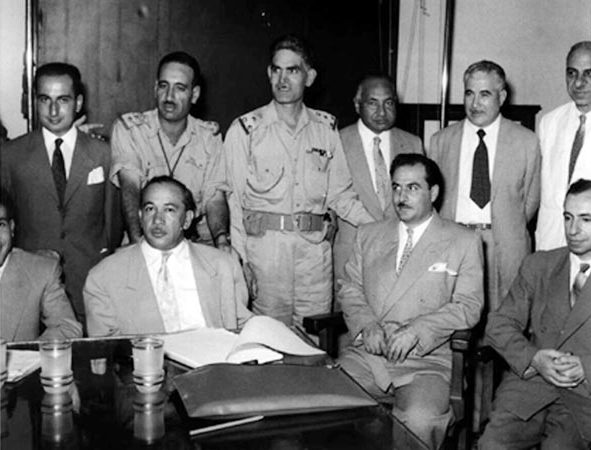
Przywódcy rewolucji irackiej

Wojskowi, rozpoczynając swoje wystąpienie w dniu 14 lipca 1958, od początku zamierzali całkowicie obalić monarchię, a nie jedynie doprowadzić do dymisji rządu i zastąpienia go innym w ramach panującego ustroju. W wymienionym dniu oddziały liczące łącznie 3 tys. żołnierzy (w tym znaczna część nieuzbrojonych) opuściły koszary i zajęły kluczowe punkty w Bagdadzie i innych miastach. Śmierć poniosła rodzina królewska na czele z królem Fajsalem II oraz politycy z nią związani, wśród nich wielokrotny premier Nuri as-Sa’id. Klęska monarchii była efektem jej oderwania od społeczeństwa i minimalnego poparcia, jakim się cieszyła. O planowanym przewrocie uprzedzone były Iracka Partia Komunistyczna, Narodowa Partia Demokratyczna oraz Partia Baas. Rewolucyjną odezwę odczytał przez radio o 6.30 14 lipca Arif.
Rewolucja uzyskała powszechne poparcie obywateli Iraku, którzy wierzyli, że razem z nią ostatecznie zerwana zostanie zależność kraju od Wielkiej Brytanii, a rząd będzie realizował interesy narodowe. W rezultacie przewrotu ziemiaństwo straciło wiodącą rolę w kraju na rzecz nowej elity władzy złożonej z wojskowych i cywilów-pracowników instytucji państwowych.

## Sytuacja w Iraku po przewrocie

Flaga Iraku w latach 1959–1963

Po przejęciu władzy przez wojsko w kraju wprowadzony został stan wyjątkowy. Na czele pierwszego rządu stanął Kasim, wicepremierem został Arif, zaś poszczególne teki ministerialne objęli przedstawiciele Narodowej Partii Demokratycznej, Partii Baas i Partii Niepodległości, jak również wojskowi, nie zaproszono natomiast do niego polityków Demokratycznej Partii Kurdystanu (choć wśród ministrów byli etniczni Kurdowie) ani komunistów. W odróżnieniu od Wolnych Oficerów egipskich, iraccy rewolucjoniści nie utworzyli Rady Rewolucyjnych Dowódców, co rozczarowało część wysokich stopniem oficerów. Równocześnie członkowie sprzysiężenia objęli stanowiska dowódcze w poszczególnych jednostkach. Osobnym organem władzy była trzyosobowa Rada Suwerenności. Skład obydwu organów władzy odzwierciedlał skład etniczny i religijny państwa. Dwuizbowy parlament został zlikwidowany. Rozwiązano Federację Iracko-Jordańską proklamowaną w lutym 1958 jako przeciwwagę dla egipsko-syryjskiej Zjednoczonej Republiki Arabskiej. Formalnie nie zalegalizowano partii politycznych, ale w początkowej fazie istnienia Republiki Irackiej rząd nie przeszkadzał im w prowadzeniu zwykłej działalności.
Po rewolucji społeczeństwo domagało się radykalnych przemian w kraju, jednak w rządzie znaleźli się przede wszystkim zwolennicy umiarkowanych reform. Najpoważniejszą siłą popierającą rewolucyjny rząd wojskowych była Iracka Partia Komunistyczna. Nie miała ona swoich przedstawicieli w rządzie, ale miała wpływy w wojsku i służbie cywilnej.
Tymczasowa konstytucja Iraku została ogłoszona dwa tygodnie po przewrocie wojskowym. Irak stał się republiką z islamem jako religią państwową; został uznany za część narodu arabskiego. Nie ustanowiono urzędu prezydenckiego, lecz zachowano kolektywne sprawowanie obowiązków głowy państwa przez Radę Suwerenności. Władza ustawodawcza i wykonawcza pozostały w kompetencji rady ministrów, z zastrzeżeniem zatwierdzania projektów ustaw przez Radę Suwerenności. Wbrew deklaracjom rychłego powrotu do koszar i ustanowienia demokracji parlamentarnej, wojskowi nie ogłosili ani terminu nowych wyborów parlamentarnych, ani uchwalenia stałej konstytucji. W rzeczywistości realna władza w państwie należała do przewodzących Wolnym Oficerom Kasima i Arifa, a z czasem znalazła się w rękach samego Kasima, który zaczął być określany jako Jedyny Przywódca. Arif, niezgadzający się z wizją polityki zagranicznej lansowaną przez Kasima (określaną mianem niezależnego nacjonalizmu o lewicowym charakterze), został odsunięty od wszystkich stanowisk we wrześniu 1958, a następnie oskarżony o zdradę stanu. W lutym 1959 rząd Kasima został zrekonstruowany. Z ministerstw usunięto polityków aktywnych w czasach monarchii (chociaż byli oni wtedy w opozycji, a przewrót 14 lipca poparli); niektórzy z nich sami zrezygnowali ze stanowisk, nie chcąc zostać oskarżonymi o działanie przeciwko rządowi (spotkało to m.in. gen. al-Kilaniego). Na ich miejsce weszli działacze lewicowi. Popierająca Arifa i program panarabskich Partia Baas oraz organizacje nacjonalistyczne od tej pory jawnie dążyły do obalenia rządu Kasima. Doszło do polaryzacji życia politycznego między nacjonalistami arabskimi, skłaniającymi się ku naseryzmowi, a lewicą.
Przed specjalnym trybunałem osądzono polityków związanych z obaloną monarchią i uczestników spisków przeciwko nowemu rządowi. W 1959 doszło bowiem do kilku prób obalenia rządu, podejmowanych przez oficerów, którzy dla doraźnych celów posługiwali się hasłami panarabskimi i prospołecznymi. Do pierwszego takiego buntu doszło w marcu 1959 w Mosulu. Zbuntowane oddziały zostały powstrzymane przez siły rządowe i aktywistów Irackiej Partii Komunistycznej. W mieście doszło do walk, podczas których komuniści dopuścili się przynajmniej kilkudziesięciu zabójstw na osobach uznanych za przeciwników rządu. Bunt ten według części źródeł wsparła Zjednoczona Republika Arabska, inne zaś temu zaprzeczają. W maju 1959 do rządu Kasima weszła pierwsza w historii Iraku kobieta, komunistka Naziha ad-Dulajmi.
W lipcu 1959 w Kirkuku starli się Turkmeni i Kurdowie. Wydarzenie to miało miejsce w czasie ogólnokrajowego zjazdu komunistów i to oni zostali przez opinię publiczną obarczeni winą za zamieszki. Po tym wydarzeniu stosunki między Iracką Partią Komunistyczną a Kasimem ostatecznie się pogorszyły.
Nie oznaczało to całkowitej utraty poparcia przez komunistów. W pierwszą rocznicę rewolucji Iracka Partia Komunistyczna była widoczna w czasie oficjalnych obchodów w Mosulu, Kirkuku i Bagdadzie.
W październiku tego samego roku działacze Partii Baas zorganizowali nieudany zamach na Kasima, który został w nim jedynie raniony. Wydarzenie to skłoniło go do dalszego zaostrzenia represji wobec opozycji.

## Przemiany społeczne, polityczne i gospodarcze
W gospodarce rząd Kasima wprowadził centralne planowanie, którym kierowało odpowiedzialne za nie ministerstwo. Wśród wydatków państwa najważniejsze miejsce zajmowały odtąd inwestycje w budownictwo mieszkaniowe, rozwój rolnictwa, służbę zdrowia, oświatę i opiekę społeczną. Radykalizacja działań rządu była widoczna zwłaszcza od lutego 1959. Przyjęte programy socjalne miały poprawić sytuację ubogich mieszkańców miast, a wydatki ponoszone w ich ramach były dwa razy wyższe, niż koszty działań socjalnych ponoszone w czasach monarchii. Rząd osobiście nadzorował podział produktu krajowego i rozdzielał uzyskany dochód z korzyścią dla biednych. Centralnie wyznaczane były ceny i czynsze.
Najważniejszą reformą społeczną przeprowadzoną po rewolucji irackiej była wdrażana od 1958 reforma rolna, która doprowadziła do likwidacji nierówności w stanie posiadania właścicieli wielkich majątków i ubogich chłopów (przed rewolucją 68% gruntów ornych było w rękach 2% właścicieli). Na północy kraju ziemię skupiali w swoich rękach kupcy i lichwiarze, skupujący grunta za niespłacone długi, na południu właścicielami ziemskimi byli przede wszystkim szejkowie plemienni. W Iraku nie występował przy tym głód ziemi porównywalny np. z sytuacją w Egipcie. Mimo to rząd Wolnych Oficerów wdrożył reformę rolną inspirowaną właśnie działaniami rządu Nasera, postanawiając rozbić popierającą monarchię warstwę posiadaczy ziemskich. Przebieg reformy był przy tym przedmiotem silnych kontrowersji w kołach rządowych. Radykalnie skrzydło Partii Baas oraz komuniści domagali się całkowitej nacjonalizacji rolnictwa i utworzenia sowchozów na wzór radziecki. Przeważyło jednak stanowisko, iż ziemia powinna zostać rozdzielona nowym prywatnym właścicielom.
Na mocy postanowień reformy prywatny majątek rolny nie mógł przekraczać 250 ha (jeśli pola były nawadniane sztucznie) lub 500 ha (w przypadku nawadnianych przez deszcz). Państwo przejmowało nadwyżki gruntów (za odszkodowaniem) i rozdzielało je między chłopów, przyznając dwunastohektarowe lub dwudziestotrzyhektarowe działki (zależnie od sposobu nawadniania). Chłopi-beneficjenci reformy musieli zrzeszać się w spółdzielniach, a wartość otrzymanego gruntu spłacić w ratach w ciągu 20 lat. Przejmowanie gruntów i przekazywanie ich nowym właścicielom trwało wiele lat i zakończyło się już po zmianie elity władzy, upadku i śmierci Kasima. Parcelacja wielkich majątków zasadniczo zmieniła strukturę rolnictwa Iraku, równocześnie jednak doprowadziła do spadku produkcji rolnej, gdyż inwestycje państwowe w ten sektor gospodarki nie równały się dawnym inwestycjom prywatnym.
Spadek znaczenia rolnictwa towarzyszył wzrostowi pozycji przemysłu, który był szczególnie wspierany przez Kasima i jego następców. Kasim zapoczątkował także nacjonalizację wydobycia ropy naftowej poprzez stopniowe ograniczanie zakresu działania Iraq Petroleum Company.
Odrębne reformy dotyczyły sfery obyczajowej. Rząd rewolucyjny zrównał prawa kobiet przy dziedziczeniu, ograniczył poligamię i zabronił małżeństw dzieci. Decyzje te zniechęciły do Kasima organizacje konserwatywne i islamskie.
W czasie obchodów rocznicy rewolucji Kasim zapowiadał zaprowadzenie demokracji parlamentarnej do stycznia przyszłego roku, jednak 1 stycznia 1960 ogłosił jedynie wprowadzenie nowej ustawy o stowarzyszeniach. Udzielała ona poszczególnym partiom zezwoleń na dalszą działalność; w rzeczywistości jej celem było rozbicie całej opozycji wobec rządu. Zgody nie udzielono komunistom, równocześnie jednak rząd utworzył fikcyjną partię pod tą samą nazwą. Legalna pozostała Narodowa Partia Demokratyczna, jednak szybko doszło w niej do rozłamu. Również Demokratyczna Partia Kurdystanu mogła nadal funkcjonować, ale gdy przeszła do opozycji, straciła licencję na działanie, a jej przywódcy zostali aresztowani. Siły konserwatywne reprezentowała Partia Islamska, ale i ona w 1961 została zdelegalizowana.

## Polityka zagraniczna
Jesienią 1958 w obozie Wolnych Oficerów doszło do sporu na tle kształtu polityki zagranicznej. Podczas gdy wicepremier Arif pragnął, by Irak dołączył do Zjednoczonej Republiki Arabskiej, Kasim sprzeciwił się temu. Rząd powołany w lutym 1959 opowiadał się za całkowitą niezależnością Iraku. Rozwiązanie takie popierali także komuniści i Kurdowie.
W marcu 1959 Irak wystąpił z Paktu Bagdadzkiego, którego prace już wcześniej bojkotował. Ustanowił natomiast stosunki dyplomatyczne z ZSRR, Chinami i państwami Bloku Wschodniego. Współpraca z ZSRR w sferze rozwoju przemysłu i obronności trwała od 1958. Związek Radziecki udzielał Irakowi wsparcia w rozwijaniu przemysłu stalowego, tekstylnego, energetycznego, spożywczego, naftowego. Sprzedawał również armii irackiej sprzęt bojowy (czołgi, helikoptery, samoloty bojowe). Kraj znalazł się w izolacji w regionie. Bezpośrednio po rewolucji Stany Zjednoczone rozważały nawet interwencję w tym kraju, ostatecznie siły amerykańskie wylądowały jedynie w Libanie, do Jordanii weszły siły brytyjskie. W oczach Jordanii, Turcji, Iranu i Arabii Saudyjskiej, nastawionych prozachodnio, republikański Irak był zagrożeniem. Iran wszedł z Irakiem w spór o przebieg granicy na rzece Szatt al-Arab. W 1961 Kasim bezskutecznie domagał się wcielenia Kuwejtu do Iraku. Po przyjęciu Kuwejtu do Ligi Arabskiej izolacja Iraku wśród innych państw arabskich jeszcze się pogłębiła.

## Sprawa kurdyjska

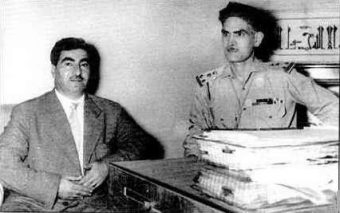
Kasim i al-Barzani

Odrębnym problemem rewolucyjnego rządu stała się kwestia społeczności kurdyjskiej. Z radością przyjęła ona upadek monarchii. Kasim traktował Kurdów jako przeciwwagę dla sił panarabskich, jednak nie zgadzał się na udzielenie im autonomii, czego domagał się lider Kurdów Mustafa al-Barzani. W ocenie premiera oderwanie się Kurdystanu zbyt poważnie osłabiłoby Irak.
W sierpniu 1961 al-Barzani skierował do Kasima ultimatum, w którym oprócz swobód dla Kurdów żądał także ustanowienia demokratycznych instytucji. Rząd nie był w stanie stłumić rozszerzającego się powstania kurdyjskiego, tym bardziej, że iraccy żołnierze-Kurdowie przechodzili na stronę partyzantów. Na przełomie lat 1962/1963 Kurdowie zgodzili się poprzeć arabskich nacjonalistów w ich wystąpieniu przeciwko Kasimowi, w zamian za gwarancję nadania Kurdystanowi irackiemu autonomii.

## Upadek rządu Kasima
Rząd Kasima stopniowo tracił popularność, a aparat władzy ulegał paraliżowi. W takiej atmosferze 8 lutego 1963 doszło do zamachu stanu zorganizowanego przez partię Baas razem z częścią wojska, z Arifem na czele. Kasim został pośpiesznie osądzony i rozstrzelany.